# Frankrike i olympiska vinterspelen 1980
Frankrike deltog med 22 deltagare vid de olympiska vinterspelen 1980 i Lake Placid. Totalt vann de en bronsmedalj.

## Medaljer

### Brons
- Perrine Pelen - Alpin skidåkning, Storslalom.